# Thiago Silva
Thiago Emiliano da Silva (* 22. September 1984 in Rio de Janeiro) ist ein brasilianischer Fußballspieler, der auch die französische Staatsangehörigkeit besitzt. Der Innenverteidiger und frühere Kapitän der brasilianischen Fußballnationalmannschaft steht seit Juli 2024 bei Fluminense Rio de Janeiro unter Vertrag.

## Karriere

### Verein

#### Erster Versuch in Europa
2004 kam der damals 19-jährige Abwehrspieler von seinem brasilianischen Heimatverein Esporte Clube Juventude nach Europa zum damals amtierenden Champions-League-Sieger FC Porto. Bereits bei diesem Wechsel spekulierten Medien über die Ablösesumme, die demnach bis zu drei Millionen US-Dollar bzw. 2,5 Millionen Euro betragen haben soll. Thiago wurde bei dem portugiesischen Erstligisten jedoch lediglich in der zweiten Mannschaft eingesetzt.
Zum Januar 2005 wechselte er zusammen mit drei weiteren Spielern, darunter Derlei und Jorge Ribeiro (der jüngere Bruder von Maniche), zu Dynamo Moskau. Beim russischen Klub trug der Innenverteidiger die Rückennummer 84. Die Zeit in Russland war im Wesentlichen durch eine Tuberkuloseerkrankung geprägt. Aufgrund der Erkrankung verbrachte er sechs Monate im Krankenhaus, davon zwei in Isolierung.

#### Rückkehr nach Brasilien
Er wurde Anfang 2006 zurück nach Südamerika zu Fluminense Rio de Janeiro transferiert, mit dem er 2007 Pokalsieger wurde. 2008 erreichte er mit seiner Mannschaft das Finale der Copa Libertadores, unterlag jedoch LDU Quito. Da bei Fluminense bereits ein Spieler mit dem Fußballernamen „Thiago“ (Thiago Pimentel Gosling) unter Vertrag stand, wird Thiago seit seinem Wechsel zurück nach Brasilien Thiago Silva genannt. Bei den Pó-de-Arroz kam er regelmäßig zum Einsatz und wurde Stammspieler. Gute Leistungen rückten ihn in den erweiterten Kreis der Nationalmannschaft und in den Fokus europäischer Teams.

#### Durchbruch in Europa bei der AC Mailand

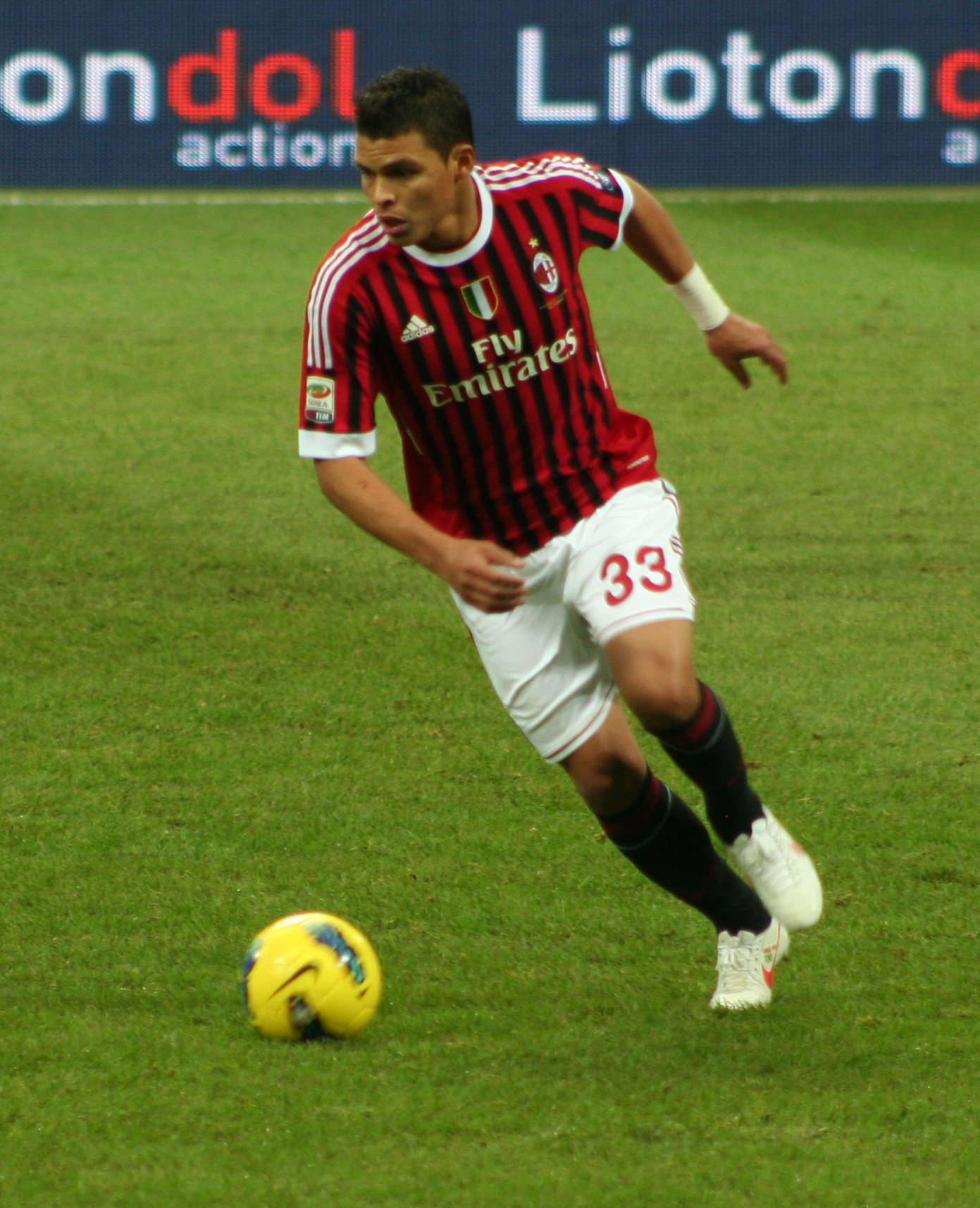
Silva bei der AC Mailand (2011)

Im Dezember 2008 wollte ihn die AC Mailand nach Italien holen. Aufgrund der Ausländerbeschränkung durfte Thiago Silva erst ab der Saison 2009/10 Pflichtspiele für die Mailänder bestreiten und wechselte deswegen erst im Sommer 2009 nach Mailand. Auf Anhieb erspielte er sich einen Stammplatz. Am 22. August 2009, dem 1. Saisonspieltag der Serie A, gab Thiago Silva gegen die AC Siena sein Debüt im italienischen Ligafußball. Am 12. Spieltag erzielte er beim 2:1-Auswärtssieg bei Lazio Rom per Kopf den 1:0-Führungstreffer; es war sein erstes Tor für Milan.
In der Spielzeit 2010/2011 bildete Silva mit Alessandro Nesta die Stammbesetzung der Innenverteidigung und gewann mit der AC Mailand den Meistertitel. Anfang 2012 wurde er als bester Verteidiger der Serie A des Jahres 2011 ausgezeichnet, was seinen Ruf als einer der besten Verteidiger der Welt festigte. Bei der AC Mailand kam er wettbewerbsübergreifend auf 119 Einsätze.

#### Paris Saint-Germain

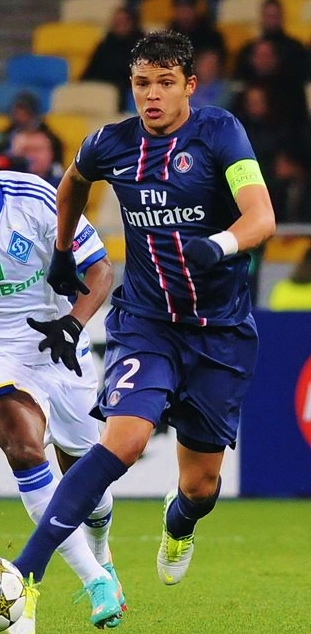
Silva im Trikot von Paris Saint-Germain (2013)

In der Sommerpause 2012 wechselte Thiago Silva in die französische Ligue 1 zu Paris Saint-Germain. Er unterschrieb einen Fünfjahresvertrag bis zum 30. Juni 2017. Über die Ablösesumme wurde Stillschweigen vereinbart; sie soll laut Medienberichten bei rund 40 Millionen Euro gelegen haben. Thiago Silva wurde 2016/17 und 2017/18 in Spielen der Liga kein einziges Mal „disposessed“. Seine durchschnittliche Passquote in der Saison 2017/18 betrug 96,1 %. Der PSG-Kapitän hat in der Saison so viele gelbe Karten wie noch nie gesammelt: 5 in 25 Spielen. Zu der für ihn exorbitant hohen Anzahl an Verwarnungen kommt ein noch verhältnismäßig unterdurchschnittlicher Wert bei Fouls: Insgesamt beging er nur 24 Fouls in 25 Spielen. 2016/17 war es noch eine gelbe Karte bei 14 Fouls in 27 Spielen. Nach insgesamt 310 Spielen und 17 Toren für Paris Saint-Germain verlässt Thiago Silva den Verein, laut Aussagen des Vereinspräsidenten.

#### FC Chelsea
Nach seinem Vertragsende bei Paris Saint-Germain wechselte der 35-jährige Silva zur Saison 2020/21 in die Premier League zum FC Chelsea. Er unterschrieb einen Einjahresvertrag mit einer Option auf eine weitere Spielzeit. Seit Ende Januar 2021 spielt er beim FC Chelsea nach der Entlassung von Cheftrainer Frank Lampard wieder unter dessen Nachfolger Thomas Tuchel und gewann mit ihm 2021 die Champions League. Unter Thomas Tuchel hatte er bereits bei Paris Saint-Germain gespielt.

#### Rückkehr zu Fluminense Rio de Janeiro
Im Juli 2024 kehrte Silva zu Fluminense Rio de Janeiro zurück.

### Nationalmannschaft
2008 kam Thiago Silva zu seinem Debüt für die brasilianische Nationalmannschaft. Am 20. November des Jahres beim 6:2-Sieg gegen Portugal kam der Verteidiger in der Startelf zum Einsatz. Bereits zuvor war er im Kader einer U23-Auswahl für die Olympischen Spiele, wo er zu zwei Einsätzen kam. Bei diesem Turnier sicherte sich die Mannschaft den 3. Platz.
Obwohl nur selten nominiert, wurde Thiago Silva 2010 in das Aufgebot für die WM-Endrunde berufen. Die Mannschaft erreichte das Viertelfinale, in dem sie gegen die Niederlande ausschied. Als einziger Feldspieler neben Luisão kam Thiago Silva während des gesamten Turniers nicht zum Einsatz.
Auch 2012 nahm er – als einer von drei älteren Spielern und als Spielführer – mit der Olympiamannschaft an den Olympischen Spielen in London teil. Erst im Finale musste sich Brasilien mit 1:2 Mexiko geschlagen geben. Er kam in allen sechs Spielen zum Einsatz.
Zur Weltmeisterschaft im eigenen Land war er als Kapitän in allen Spielen bis zum Viertelfinale aufgestellt. Für das Halbfinale, in dem Brasilien Deutschland unterlag, war er wegen zweier Gelber Karten gesperrt. Mit Antritt des neuen Trainers Carlos Dunga verlor er das Kapitänsamt an Neymar.
Auch im Zuge der Copa América 2019 stand Thiago Silva im Kader der Mannschaft. Mit dieser konnte er den Titel gewinnen. Dabei stand er in allen sechs Spielen in der Anfangsformation. Beim Folgeturnier der Copa América 2021 kam er in fünf von sieben mögliche Spielen zum Einsatz, jeweils in der Startelf und drei Mal als Spielführer. Während Qualifikationsspielen zur Fußball-Weltmeisterschaft 2022 bestritt Silva am 10. Oktober 2021 gegen die Auswahl Kolumbiens sein 100. Länderspiel. In der Partie in Barranquilla wurde er in der 71. Minute für Éder Militão eingewechselt. Nach 2022 wurde Silva nicht mehr eingesetzt. Offiziell ist er jedoch bisher nicht zurückgetreten.

## Titel und Auszeichnungen

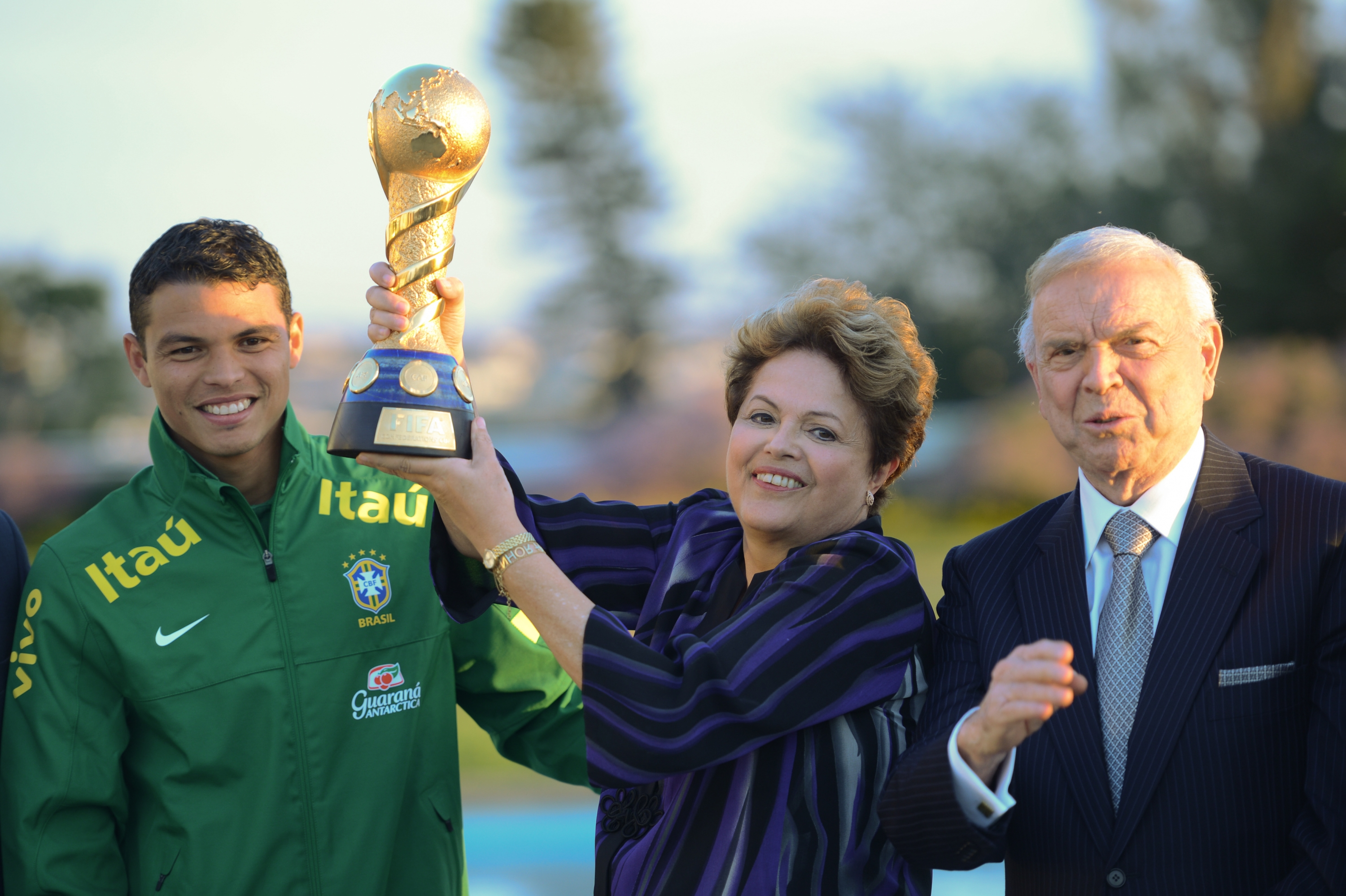
Silva neben Dilma Rousseff nach dem Gewinn des Confed Cups 2013

### Nationalmannschaft
- Copa-América-Sieger: 2019
- Confed-Cup-Sieger: 2013
- Silbermedaille beim olympischen Fußballturnier: 2012
- Bronzemedaille beim olympischen Fußballturnier: 2008

### Vereine
International
- Champions-League-Sieger: 2021
- Klub-Weltmeister: 2021
- UEFA-Super-Cup-Sieger: 2021

Brasilien
- Pokalsieger: 2007

Italien
- Meister: 2011
- Supercupsieger: 2011

Frankreich

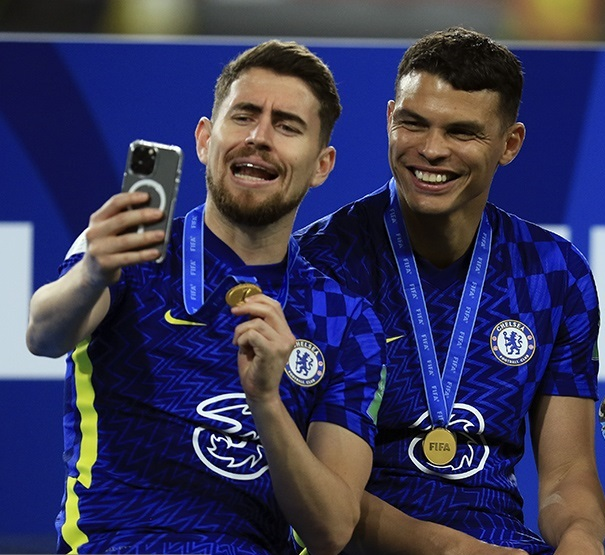
Thiago Silva und Jorginho nach dem Gewinn der Klub-Weltmeisterschaft

- Meister (7): 2013, 2014, 2015, 2016, 2018, 2019, 2020
- Pokalsieger (5): 2015, 2016, 2017, 2018, 2020
- Supercupsieger (7): 2013, 2014, 2015, 2016, 2017, 2018, 2019
- Ligapokalsieger (6): 2014, 2015, 2016, 2017, 2018, 2020

### Auszeichnungen
- Fußballer des Jahres in Brasilien:
  - Prêmio Craque do Brasileirão / Fan-Preis: 2008
  - Prêmio Craque do Brasileirão / Auswahl des Jahres: 2008
  - Bola de Prata: 2007
- Team des Jahres der Serie A: 2011, 2012
- Samba d’Or: 2011, 2012, 2013
- FIFA/FIFPro World XI: 2013, 2014, 2015
- UEFA Team of the Year: 2011, 2012, 2013
- Spieler des Monats der Ligue 1: März 2013, Oktober 2019
- Copa América 2019: Mannschaft des Turniers[15]

## Sonstiges
Am 15. März 2019 erhielt Thiago Silva die französische Staatsbürgerschaft und gehört somit nicht zu den sogenannten „Nicht-UEFA-Ausländern“.